# Dicky seat
Een dicky seat of rumble seat was een zitplaats in de kofferbak van een auto. 
Deze wordt tegenwoordig niet meer gebruikt, maar kwam vroeger ook wel bij zijspannen voor.